# Cornu Luncii
Cornu Luncii es una comuna ubicada en el distrito de Suceava, Rumania.

## Superficie
Posee una superficie de 84,01 kilómetros cuadrados.

## Demografía
Hasta 2021 la población era de 6177 habitantes, con una densidad de población de 73,53 habitantes por kilómetro cuadrado.